# ام‌وی هوریزون-۱
ام‌وی هوریزون-۱ (به انگلیسی: MV Horizon-1) یک کشتی است که طول آن ۱۷۶٫۷۲ متر (۵۷۹ فوت ۹ اینچ) می‌باشد. این کشتی در سال ۱۹۸۰ ساخته شد.